# Labropsis
Labropsis è un genere di pesci di acqua salata appartenenti alla famiglia Labridae.

## Habitat e Distribuzione
Provengono dalle barriere coralline dell'oceano Pacifico e di parte dell'oceano Indiano.

## Descrizione
Questi pesci presentano un corpo compresso lateralmente, abbastanza allungato ma non particolarmente alto. La colorazione varia dal giallastro al marrone scuro negli adulti, i giovani invece presentano spesso strisce bianche. Le dimensioni variano dagli 8 cm di L. polynesica ai 12 di L. micronesica.

## Tassonomia
In questo genere sono riconosciute 6 specie:
- Labropsis alleni
- Labropsis australis
- Labropsis manabei
- Labropsis micronesica
- Labropsis polynesica
- Labropsis xanthonota

## Conservazione
Tutte le specie sono classificate come "a rischio minimo" (LC) dalla lista rossa IUCN, anche se possono essere minacciate dal deterioramento delle barriere coralline.